# Прибор ночного видения
Прибор ночного видения (ПНВ) — класс оптико-электронных приборов, обеспечивающих оператора изображением местности (объекта, цели и т. п.) в условиях недостаточной освещённости. Приборы данного вида нашли широкое применение при ночных боевых действиях, для ведения скрытного наблюдения (разведки) в тёмное время суток и в тёмных помещениях, вождения машин без использования демаскирующего света фар и т. п.. Несмотря на ряд преимуществ, которые они дают своему обладателю, отмечается, что подавляющее большинство имеющихся моделей не способно предоставить возможность периферийного зрения, что обуславливает необходимость специальных тренировок для эффективного их применения.

## Типы ПНВ
Существует несколько подходов к построению ПНВ:
- Наблюдение в ближнем инфракрасном диапазоне (длина волны 0,7—1,5 мкм). Чувствительностью в этом диапазоне обладают ЭОП и видеокамеры без инфракрасного фильтра. В ближнем ИК нет естественных источников, кроме солнца, поэтому в полной темноте такие ПНВ ничего не увидят без подсветки. Для таких ПНВ существуют специальные источники подсветки (инфракрасные прожекторы, например на базе инфракрасных светодиодов), невидимые невооружённым глазом, но самые небезопасные в боевых условиях, так как хорошо заметны даже при помощи видеокамеры, применялись во время Второй мировой войны.
- Усиление очень слабого видимого света, не различаемого глазом человека. Идея реализуется в электронно-оптических преобразователях (ЭОП) и, в некоторой степени, в современных видеокамерах для систем охраны с т. н. ночным режимом.
- Наблюдение в среднем (тепловом) инфракрасном диапазоне (длина волны 7—15 мкм). В этом диапазоне излучают все твёрдые тела, нагретые до температур нашего мира: от −50 °C и выше. Такие ПНВ называются тепловизорами. Они показывают картинку разницы температур и не требуют никакой подсветки.
- Возможно наблюдение в ультрафиолетовом спектре. Однако отсутствие естественных источников ультрафиолета (кроме солнца) и практическое отсутствие невидимых невооружённым глазом искусственных источников ультрафиолетовой подсветки сдерживает распространение ультрафиолетовых ПНВ.

Технически есть несколько популярных способов построения ПНВ:
- Специальные современные полупроводниковые видеокамеры способны дать изображение при освещённости сцены до 0,0005 люкса.[3] Это позволяет наблюдать при очень низкой освещённости. Кроме того, чувствительность в ближнем инфракрасном диапазоне позволяет организовать не видимую глазом подсветку сцены (например, инфракрасными светодиодами) и использовать обычные видеокамеры без ИК фильтра. Во избежание ошибок цветопередачи обычные бытовые видеокамеры снабжаются специальным фильтром, отсекающем ИК спектр. Камеры для охранных систем или дешёвая бытовая видеотехника не имеют такого фильтра и потому пригодны для наблюдения с ИК-подсветкой. Однако в темноте нет естественных источников ближнего ИК, поэтому без подсветки такие камеры ничего не покажут. В качестве подсветки обычно используют ИК прожекторы на базе инфракрасных светодиодов.
- Электронно-оптический преобразователь — вакуумный фотоэлектронный прибор, усиливающий свет видимого спектра и ближнего ИК. Имеет высокую чувствительность и способен давать изображение при очень низкой освещённости. Являются исторически первыми приборами ночного видения, широко используются и в настоящее время в дешёвых ПНВ. Поскольку в инфракрасном диапазоне они чувствительны только в ближнем ИК, то, как и полупроводниковые видеокамеры, требуют наличия освещения (например, свет ночного неба или инфракрасных прожекторов). Коэффициент усиления света ЭОП от нескольких тысяч до нескольких десятков тысяч раз.
- Тепловизор — тепловой видеодатчик, как правило на основе болометров. Болометры для систем технического зрения и приборов ночного видения чувствительны в диапазоне длин волн 3—14 мкм (средний инфракрасный диапазон), что соответствует излучению тел, нагретых от −50 до +500 °C. Таким образом, болометрические приборы не требуют внешнего освещения, регистрируя собственное излучение самих предметов и создавая картинку разности температур.

## Устройство
Наблюдательный ПНВ состоит из следующих основных частей:
- объектива,
- приёмника излучения,
- усилителя,
- устройства отображения изображения.

Во многих современных ПНВ роль приёмника излучения, усилителя средства отображения усиленного изображения выполняет электронно-оптический преобразователь (ЭОП). Оператор рассматривает изображение на экране ЭОП через окуляр.
В качестве приёмника может использоваться ПЗС-матрица. В этом случае оператор наблюдает изображение на экране монитора.

## Варианты применения
Современные ПНВ выпускаются в нескольких основных форм-факторах.
Наиболее простым является ночной монокуляр — удерживаемая в руке оператора зрительная труба, обычно невысокой кратности, также есть монокуляры закреплённые на шлеме или на голове ремнями.
Бинокли ночного видения имеют два ЭОП и выводят увеличенное стереоскопическое изображение.
Очки ночного видения — закрепляются на голове, имеют широкое поле зрения и не увеличивают изображение (либо имеют переменное увеличение от 1× до более высокого значения, что позволяет использовать их как бинокль). Очки могут иметь два ЭОП либо быть псевдобинокулярными, когда изображение с одного ЭОП поступает на оба окуляра. Монокуляр кратности 1×, закреплённый на оголовье, может использоваться как дешёвая альтернатива очкам.
Прицелы ночного видения закрепляются на оружии, как правило, увеличивают изображение и имеют прицельную сетку. Существуют также приставки ночного видения к дневным оптическим прицелам. Эти приборы должны выдерживать отдачу оружия, не все прицелы могут применяться на стрелковом оружии высокой мощности.
Альтернативным вариантом прицеливания через ПНВ является использование закреплённого на оружии инфракрасного лазерного целеуказателя, невидимый глазу луч которого наблюдается через очки ночного видения.
Приборы ночного видения также устанавливаются на боевую технику, где они интегрированы в прицельные комплексы.

## История электронно-оптических преобразователей

### Активные ПНВ нулевого поколения
Разработка первых образцов немецких приборов ночного видения была начата производственной компанией Allgemeine Electricitats-Gesellschaft (AEG) в 1936 и в 1939 году был представлен первый удачный прототип для использования на противотанковых пушках Pak 35/36 L/45.
В Красной армии оборудование ночного видения так называемого «нулевого поколения» также появилось ещё до начала Великой Отечественной войны: например, на танки семейства БТ устанавливался комплекс «Дудка», а для ночной проводки танковых колонн Государственный оптический институт и Всесоюзный электротехнический институт разработали комплект светосигнальных подсветочных приборов, которые монтировались на танки Т-34.

В вермахте инфракрасное оснащение производства компании AEG первыми получила немецкая противотанковая артиллерия, и с 1944 года расчёты орудий Pak 40 имели возможность вести борьбу с тяжёлой бронетехникой в темноте на расстояних до 400 метров. Следующим шагом стали приборы инфракрасного видения FG 1250, которые способствовали последнему успешному наступлению германских танковых войск в районе озера Балатон (Венгрия, 1945 год).
Так как чувствительность этих приборов оставляла желать лучшего, в целях обеспечения ИК-подсветки танковым подразделениям придавались дополнительные силы в виде мощных шестикиловаттных ИК-прожекторов Uhu («Филин») на бронетранспортёрах SdKfz 250/20 (по одному на пять танков). Использование ИК-фильтров позволяло освещать ночную местность инфракрасным излучением и различать советскую технику на дальности вплоть до 700 метров, однако их эксплуатация сильно затруднялась чувствительностью оптического люминофора к ярким вспышкам, которые приводили к сильной засветке аппаратуры или даже выходу её из строя. Появление этих приборов стало одной из причин массового задействования советскими войсками зенитных прожекторов при ночном форсировании Одера и при штурме Берлина. В дополнение к прицельному оборудованию для ночного вождения на командирской башенке немецких «Пантер» устанавливался двухсотваттный ИК-прожектор, который позволял механику-водителю танка управлять машиной по указаниям командира экипажа.
Компания Zeiss-Jena пыталась создать ещё более мощный прибор, позволявший «видеть» на расстоянии 4 км, однако из-за больших размеров осветителя — диаметр 600 мм — применения на «Пантерах» он не нашёл..
В 1944 году германской промышленностью была выпущена опытная партия из примерно 300 инфракрасных прицелов Zielgerät 1229 (ZG 1229) «Vampir», которые устанавливались на автоматы StG 44. Комплект состоял из прицела весом 2,26 кг, батареи в деревянном корпусе (13,59 кг) и блока питания прицела, размещавшегося в доработанном футляре от противогаза. Блок питания и батареи крепились на подвесную систему за спиной солдата . Вес прицела вместе с аккумуляторами достигал 16 кг, дальность видимости не превышала ста метров, время работы — 3…5 часов. Комплектование автоматов прицелами ZG 1229 началось только в последние месяцы войны и достоверные сведения о боевом применении комплекса отсутствуют.
В то же самое время для вооружение штурмовых бригад инженерных войск Красной армии проектировался ряд индивидуальных приборов ночного видения, например прицел Ц-3 для пистолета-пулемёта ППШ-41, а на боевых кораблях советских ВМС с 1943 года появились пеленгаторы «Омега-ВЭИ» и бинокли «Гамма-ВЭИ».

### Первое поколение
С развитием техники на смену приборам нулевого поколения, которые основывались на принципе стакана Холста, пришли системы с электростатической фокусировкой, которые использовали электронно-оптические преобразователи, усиливающие входной сигнал в несколько сотен раз. Такой подход долго не мог избавиться от неприемлемого разрешения на периферии зоны наблюдения, однако он позволил к 60-м годам XX века постепенно отказаться от вспомогательного оснащения ИК-подсветки, которое сильно демаскировало в ИК-диапазоне любого обладателя прибора ночного видения нулевого поколения. 

В США приборы ночного видения первого поколения активно использовались во Вьетнаме, а их проблема с периферийным обзором была решена с помощью волоконно-оптических пластин. 

В СССР Институтом прикладной физики к 1973 году был закончен ряд опытно-конструкторских работ по созданию электронно-оптических преобразователей, а их производство развёрнуто на Московской электроламповой фабрике. Первые советские пассивные приборы имели многокаскадные схемы электроно-оптических преобразователей, которые в дальнейшем были признаны тупиковой эволюционной ветвью систем ночного зрения из-за своей хрупкости и громоздкости. Однако отмечается, что именно в советских военных прицелах (например НСП-3) все достоинства такого подхода были доведены до совершенства.

### Второе поколение
Микроканальная технология позволила получить революционные результаты в 70-х годах XX века, добившись столь желанной компактности при величине коэффициента усиления примерно в 20 000. Дополнительным достоинством такой схемы стала невосприимчивость оптических элементов к ярким вспышкам. Первый советский усилитель изображения второго поколения был создан Институтом прикладной физики в 1976 году. В Советском Союзе на основе этой технологии были созданы очки ночного видения НПО-1 «Квакер», а в США — AN/PVS-5B производства компании Litton.
Первые изделия такого типа продолжали полагаться на электростатическую фокусировку потока электронов, однако в дальнейшем от электростатических линз удалось отказаться, заменив их на прямой перенос электронов к микроканальной пластине. В результате появился ряд псевдобинокулярных систем, например отечественный прибор 1ПН74 «Наглазник» или американский AN/PVS-7.

### Третье поколение
Появление арсенид-галлиевых (AsGa) фотокатодов позволило вывести чувствительность приборов ночного видения на новый качественный уровень[когда?] и обеспечить наблюдение при освещённости около 10 мклк, то есть в условиях безлунной глубокой ночи при наличии плотной облачности.
Однако широкому распространению таких приборов препятствует их исключительная сложность выпуска, требующая более 400 человеко-часов работы в условиях сверхвысокого вакуума, и высокая стоимость, превышающая стоимость предшественников более чем на порядок.
Организовать самостоятельное производство таких приборов оказались способны всего две страны в мире — США и Российская Федерация.

## Приборы с регистрацией инфракрасного (теплового) излучения
Тепловизор — устройство для наблюдения за распределением температуры исследуемой поверхности. Все тела, температура которых превышает температуру абсолютного нуля излучают электромагнитное тепловое излучение в соответствии с законом Планка. Спектральная плотность мощности излучения (функция Планка) имеет максимум, длина волны которого на шкале длин волн зависит от температуры. Положение максимума в спектре излучения сдвигается с повышением температуры в сторону меньших длин волн (закон смещения Вина). Как правило, тепловизоры строятся на основе специальных матричных датчиков температуры — болометров. Болометры для приборов ночного видения чувствительны в диапазоне длин волн 3..14 мкм (средний инфракрасный диапазон), что соответствует собственному излучению тел, нагретых от 500 до −50 градусов Цельсия. Таким образом, тепловизоры не требуют внешнего освещения, регистрируя собственное излучение самих предметов и создавая картинку разности температур.
Отличить тепловизор от усилительного ПНВ на основе ЭОП или традиционной видеокамеры можно по оптической линзе: в тепловизоре используются линзы не из традиционного стекла (которое непрозрачно в тепловом ИК спектре), а из таких материалов как, например, германий или халькогенидное стекло.

## Галерея
- Автомат АКМЛ с ночным прицелом НСП-2
- Прицел ночного видения 1ПН93-2
- Прицел ночного видения DS 19
- Ночной прицел ПН23-5
- Ночной прицел «Наместник»
- Ночная насадка InfraTech IT-320D
- Очки ночного видения «Нефтяник»
- Прицел ночного видения InfraTech IT–204C
- Прицел ночного видения InfraTech IT–404D
- Прицел ночного видения InfraTech IT–406H
- Ночной прицел ПН23-3